# البروتوكول الاختياري الملحق بالعهد الدولي للحقوق الاقتصادية والاجتماعية والثقافية

الدول الأطراف والموقعون على البروتوكول الاختياري الملحق بالعهد الدولي للحقوق الاقتصادية والاجتماعية والثقافية:
دول أطراف
موقعون من دول غير أطراف
غير موقعون من دول غير أطراف

البروتوكول الاختياري الملحق بالعهد الدولي الخاص بالحقوق الاقتصادية والاجتماعية والثقافية، هي معاهدة دولية تحدد آليات تقديم الشكاوى والتحقيقات للعهد الدولي الخاص بالحقوق الاقتصادية والاجتماعية والثقافية. اعتمدته الجمعية العامة للأمم المتحدة بتاريخ 10 ديسمبر عام 2008، وفُتح باب التوقيع عليه بتاريخ 24 سبتمبر عام 2009. وكان بحلول شهر أكتوبر عام 2018 قد بلغ عدد الأطراف الموقعة على البروتوكول 45 موقِّعًا وعدد الدول الأطراف 24 دولة طرفًا. ودخل البروتوكول حيز التنفيذ بتاريخ 5 مايو عام 2013.

## وضع وتأسيس البروتوكول
اعتمدت الجمعية العامة للأمم المتحدة في عام 1966 العهد الدولي الخاص بالحقوق الاقتصادية والاجتماعية والثقافية. ألزم العهد أطرافه بالاعتراف بالحقوق الاقتصادية والاجتماعية والثقافية وتنفيذها تدريجياً، بما في ذلك حقوق العمال وحق الرعاية الصحية، والحق في التعليم، والحق في مستوى معيشي لائق، ولكنه لم يتضمن أي آلية يمكن من خلالها لهذه الالتزامات أن تنفذ قانونيًا.
بدأ العمل على آلية الشكاوى الفردية في عام 1990، بهدف وضع بروتوكول اختياري مماثل لبروتوكولات صكوك الأمم المتحدة الأخرى لحقوق الإنسان. شجع المؤتمر العالمي لحقوق الإنسان لسنة 1993 على تطوير هذا البروتوكول، حيث أوصى لجنة حقوق الإنسان واللجنة المعنية بالحقوق الاقتصادية والاجتماعية والثقافية بـ «مواصلة دراسة البروتوكولات الاختيارية» للعهد الدولي الخاص بالحقوق الاقتصادية والاجتماعية والثقافية.
قدمت لجنة الحقوق الاقتصادية والاجتماعية والثقافية المشروع الأول للبروتوكول الاختياري في عام 1997. في عام 2002، أنشأت اللجنة فريق عمل مفتوح العضوية لمواصلة تطويره. في عام 2006، أوكل مجلس حقوق الإنسان مهمة التفاوض الرسمي على مسودة المشروع إلى فريق العمل المفتوح. انتُهي من المفاوضات في أبريل 2008، وفي العاشر من ديسمبر 2008، اعتمدت الجمعية العامة للأمم المتحدة البروتوكول الاختياري الذي أُصدِر. وفُتح باب التوقيع عليه في 24 سبتمبر 2009.

## ملخص
يوفر البروتوكول الاختياري للعهد آلية شكاوى فردية مماثلة لتلك المنصوص عليها في البروتوكول الاختياري الأول للعهد الدولي الخاص بالحقوق المدنية والسياسية، والبروتوكول الاختياري لاتفاقية حقوق الأشخاص ذوي الإعاقة والمادة 14 من الاتفاقية الدولية للقضاء على جميع أشكال التمييز العنصري. توافق الأطراف على الاعتراف بأحقية لجنة الحقوق الاقتصادية والاجتماعية والثقافية للنظر في الشكاوى المقدمة من الأفراد أو الجماعات الذين يدعون حقوقهم التي يكفلها العهد قد انتُهكت. يجب أن يكون أصحاب الشكوى قد استنفدوا جميع سبل الانتصاف المحلية، ولا يُسمح بالشكاوى مجهولة المصدر والشكاوى التي تشير إلى الأحداث التي وقعت قبل انضمام البلد المعني إلى البروتوكول الاختياري. يمكن للّجنة طلب معلومات من أحد الأطراف وتقديم توصيات بشأنها. قد تختار الأطراف أيضًا السماح للّجنة بسماع شكاوى الأطراف الأخرى، وليس الأفراد فقط.
يتضمن البروتوكول أيضًا آلية تحقيق. يجوز للأطراف أن تسمح للجنة بالتحقيق في «الانتهاكات الجسيمة أو المنهجية» للعهد والإبلاغ عنها وتقديم توصيات بشأنها. يجوز للأطراف الانسحاب من هذا الالتزام عند التوقيع أو التصديق.
يشترط البروتوكول الاختياري وجود عشرة إقرارات لكي يكون نافذًا.

## وصلات خارجية
- نص البروتوكول الاختياري (بالإنجليزية)
- قائمة الموقعون وتصديقات البروتوكول (بالإنجليزية)
- اللجنة المعنية بالحقوق الاقتصادية والاجتماعية والثقافية (بالإنجليزية)